# Taenaris danalis
Taenaris danalis är en fjärilsart som beskrevs av Hans Fruhstorfer 1904. Taenaris danalis ingår i släktet Taenaris och familjen praktfjärilar. Inga underarter finns listade i Catalogue of Life.